# 茨城県立鬼怒商業高等学校
茨城県立鬼怒商業高等学校（いばらきけんりつきぬしょうぎょうこうとうがっこう）は、茨城県結城市に所在する公立の商業高等学校。

## 設置学科
- 商業科
- 情報ビジネス科

## 沿革
- 1972年4月1日 - 茨城県立鬼怒商業高等学校創立。
- 1972年4月7日 - 第1回入学式挙行。
- 1992年4月1日 - 情報処理科設置。
- 2002年10月23日 - 創立30周年。
- 2011年4月1日 - 情報ビジネス科設置。

## 著名な卒業生
- 梅沢義勝 - 元プロ野球選手
- 杉山和史 - 総合格闘家
- 池田紗英 - 馬術選手

## 交通
- JR川島駅から徒歩約20分